# Куваев, Хазрет Шабанович
Хазре́т Шаба́нович Кува́ев (род. 20 августа 1958) — советский самбист и дзюдоист, чемпион и призёр чемпионатов СССР по самбо и дзюдо, победитель и призёр всесоюзный и международных турниров, мастер спорта СССР по самбо, мастер спорта СССР международного класса по дзюдо. По дзюдо выступал в тяжёлой (свыше 95 кг) и абсолютной весовых категориях. Живёт в Майкопе. Представлял местный клуб «Вооружённые Силы». Работает директором спортивной школы олимпийского резерва по дзюдо имени Якуба Коблева.

## Спортивные результаты
- Борьба самбо на летней Спартакиаде народов СССР 1979 года — ;
- Абсолютный чемпионат СССР по самбо 1980 года — ;
- Чемпионат СССР по самбо 1981 года — ;
- Чемпионат СССР по дзюдо 1981 года —  (свыше 95 кг);
- Чемпионат СССР по дзюдо 1983 года —  (абсолютная);
- Чемпионат СССР по дзюдо 1984 года —  (свыше 95 кг);
- Чемпионат СССР по дзюдо 1984 года —  (абсолютная);
- Чемпионат СССР по дзюдо 1985 года —  (абсолютная);